# سید علی آمل
سید علی بن قوام‌الدین مرعشی از خاندان مرعشیان بود که پس از بازگشت این خاندان به طبرستان، سعی در به قدرت رسیدن داشت. او چندین شورش علیه حاکمان دودمان مرعشی من جمله نبرد سروکلا و وازیدمال را رهبری کرد و گرچه در مقاطع کوتاهی به قدرت دست یافت، ولی در نهایت تلاش‌های او همگی ناموفق بودند.